# پریور کریک (اکلاهما)
پریور کریک(به انگلیسی: Pryor Creek) شهری در ایالت اکلاهما کشور ایالات متحده آمریکا است که جمعیت آن در سرشماری سال ۲۰۱۰ میلادی، ۹٬۵۳۹ نفر بوده‌است.